# Натальевское (озеро)
Натальевское (бел. Натальеўскае) — озеро (водохранилище) в Белоруссии. Находится в Червенском районе Минской области, относится к бассейну реки Червенка.

## Общие сведения
Озеро располагается чуть менее 200 м на север от границы г. Червеня. Длина береговой линии составляет примерно 1,29 км. Местность вокруг озера равнинная, заросшая кустарником, местами болотистая. В юго-западной части озеро соединено канавой с рекой Червенка.

## История
В XIX-начале XX века это озеро называлось Глухое и было значительно больших размеров. На начало 1920-х его площадь составляла около 20 га. Тогда река Игуменка протекала через него.

## Фауна
В озере обитают карп, карась и другие виды рыбы.

## Административная принадлежность
В 2003 году озеро было передано в аренду УП «Волмянское охотхозяйство» сроком на 20 лет с целью сохранения и приумножения рыбных запасов, улучшения экологической обстановки, организации культурного отдыха жителей района и платного любительского рыболовства. Данной организацией в 2003 году проводилось зарыбление озера карпом, в 2004 году — карасём.

## Туризм
В 2014 году пляж, находящийся в южной части озера, был благоустроен. На подъезде к нему был установлен шлагбаум, на самом пляже — кабинки для переодевания, мусорные контейнеры. 